# Thuir
Thuir is een gemeente in het Franse departement Pyrénées-Orientales (regio Occitanie). De gemeente telde 8.215 inwoners op 1 januari 2022. De plaats maakt deel uit van het arrondissement Perpignan en van het gemeentelijk samenwerkingsverband Communauté de communes des Aspres.
Thuir is bekend voor zijn wijn en voor de aperitiefdrank Byrrh. Nochtans zijn er in de gemeente zelf weinig wijngaarden. De landbouw is vooral gericht op de groente- en fruitteelt. In de gemeente is een groot psychiatrisch ziekenhuis.

## Geschiedenis
Thuir was in de middeleeuwen een ommuurde stad. De plaats werd al genoemd in de 10e eeuw en is ontstaan uit een koninklijke villa, een landbouwdomein. De plaats groeide als snel buiten haar oorspronkelijke zevenhoekige omwalling en in het laatste kwart van de 13e eeuw werd een nieuwe, grotere stadsmuur gebouwd. In 1294 verkreeg Thuir het recht om een bestuur van consuls te verkiezen. In de 18e eeuw kende de plaats nijverheid met een drukkerij, een papierfabriek en pottenbakkerijen.
Op 29 juni 1793 tijdens de Eerste Coalitieoorlog werd Thuir ingenomen door Spaanse troepen. Pas op 21 september kon een Frans leger na een beleg de plaats weer innemen. De stad beleefde een economische bloei in de 19e eeuw. In 1827 werd Byrrh opgericht, waar een zoete wijn werd geproduceerd. Vanaf 1965 werden hier ook andere aperitiefdranken geproduceerd. Maar in 1985 werd de productie grotendeels gestaakt. Bij de stad kwamen twee bedrijvenparken.

## Geografie
Thuir ligt in het het westen van de vlakte van Rousillon, aan de rand van het heuvelmassief Aspres, op dertien kilometer ten zuidwesten van Perpignan. De oppervlakte van Thuir bedroeg op 1 januari 2022 19,9 vierkante kilometer; de bevolkingsdichtheid was toen 412,8 inwoners per km².

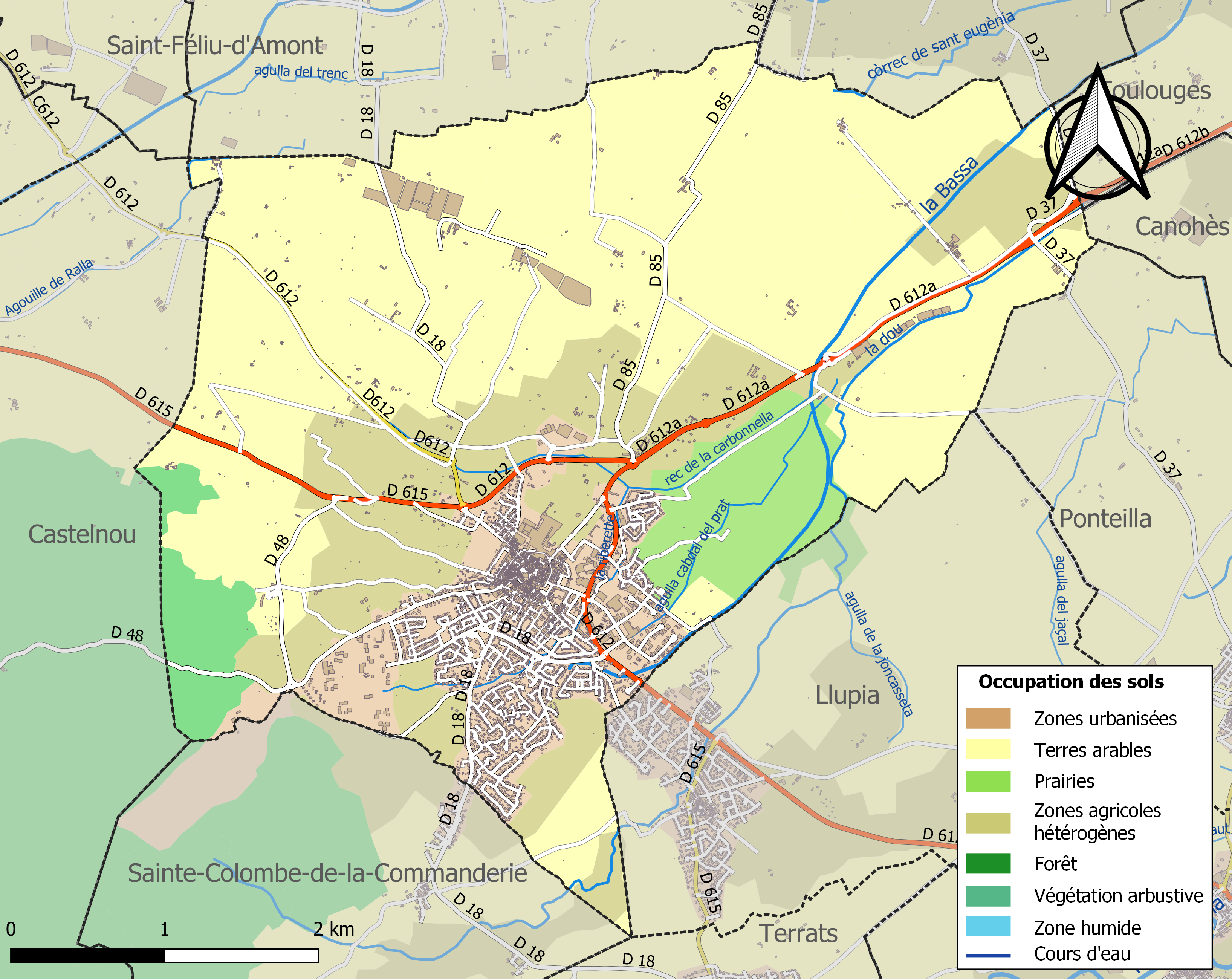
Kaart van de gemeente met de belangrijkste infrastructuur, bodemgebruik en omliggende gemeenten

## Demografie
Onderstaande figuur toont het verloop van het inwonertal (bron: INSEE-tellingen).

## Sport
Thuir is één keer etappeplaats geweest in wielerkoers Ronde van Frankrijk. In 1973 won er de Spanjaard Luis Ocaña.